# Robert Clive
Robert Clive, Baron Clive of Plassey, född 29 september 1725 på släktgodset Styche nära Market Drayton, Shropshire, död 22 november 1774 i London, var en brittisk officer och kolonialist.
Clive tjänstgjorde från 1744 i Indien i Ostindiska Kompaniets tjänst. Han var först skrivare i Madras, men ingick från 1746 i krigstjänst. Clive första viktiga insats var då han i kriget mot Frankrike intog Arcot 1751, och därefter under 50 dagar uthärdade en belägring av nawaben av Karnatik, Chanda Shahib.
1753 återvände Clive till Storbritannien, men återvände 1756 till Indien sedan han utnämnts till guvernör i Fort Saint David. Redan samma år skickades han dock till Bengalen, sedan nawaben av Bengalen Siraj-ud-daula intagit Calcutta, och de tillfångatagna britterna i staden kastats i fängelset "Svarta hålan" och där omkommit. Clive lyckades återta Calcutta, och intog därefter den franska besittningen Chandernagor, varigenom det franska väldet i Bengalen definitivt bröts. Clive besegrade därefter nawaben Siraj-ud-daula i slaget vid Plassey 1757, intog hans huvudstad Murshidabad och gjorde Mir Jafar till subadar över Bengalen, Bihar och Orissa mot utbetalandet av en väldig summa till Clive och hans officerare jämte beviljande av betydande handelsförmåner.
Bengalen kom nu under brittisk kontroll. En tillfällig komplott mellan Mir Jafar och holländarna i syfte att bryta britternas välde stoppades sedan Clive besegrat de senare i slaget vid Plassey 1757. 1760 återvände Clive till Storbritannien, där han 1762 upphöjdes till Baron Clive of Plassey, men skickades på nytt till Indien 1765 för att ordna förhållandena där, som under hans frånvaro kommit i oreda. Clive gjorde betydande omdaningar av förvaltningen och vidtog krafttag mot korruptionen bland ämbetsmännen. Han ordnade förhållandet mellan Ostindiska kompaniet och den nye nawaben av Bengalen, varigenom den senare gjordes till kompaniets pensionär och hans land lades under kompaniets förvaltning. I ett fördrag 1765 med Shah Alam II erkändes kompaniets besittningsrätt över Bengalen, Bihar och Orissa. 1767 lämnade han åter Indien efter att ha säkrat förvaltningen, men hans hänsynslösa framfart mot korrupta tjänstemän hade förskaffat honom en mängd fiender, och dessa arbetade hårt på hans fall. 1773 anklagades han i underhuset för utpressning och maktmissbruk. Clive, som förefaller ha lidit av återkommande depressiva perioder tog anklagelserna hårt, och trots att han rentvåtts från misstankarna fick de honom att 1774 begå självmord.
Clive vann även segrar i slagen vid Trichinopoly 1752 och Biderra 1759.